# La Jarne
La Jarne est une commune du Sud-Ouest de la France située dans le département de la Charente-Maritime, en région Nouvelle-Aquitaine.
Ses habitants sont appelés les Jarnais et les Jarnaises.

## Géographie

### Hameaux et lieux-dits
La commune comprend, outre le centre-ville,  une partie du village de Chassagné (partagé avec la commune de La Jarrie), ainsi que des écarts ou lieux-dits tels que Vuhé, Cramahé, la Girardière, Ronflac, la Grenouillère, l'Aubépin ou les Bonnelles.
Aujourd'hui commune résidentielle dans l'orbite immédiate de La Rochelle, La Jarne est appréciée pour le caractère villageois qu'elle a su conserver et concilier avec le développement de ces dernières années (nombreux lotissements). Elle abrite divers commerces et services, et une zone artisanale se développe au lieu-dit le Pas des Eaux, en direction et à proximité de la commune d'Angoulins.

### Communes limitrophes
| Aytré     | Saint-Rogatien | Clavette  |
| Angoulins | La Jarne       | La Jarrie |
|           | Salles-sur-Mer |           |

### Hydrographie
La commune est arrosée par le petit cours d'eau l'Otus et le marais de la Pierre.

## Urbanisme

### Typologie
Au 1er janvier 2024, La Jarne est catégorisée ceinture urbaine, selon la nouvelle grille communale de densité à 7 niveaux définie par l'Insee en 2022.
Elle appartient à l'unité urbaine de La Jarne, une unité urbaine monocommunale constituant une ville isolée,. Par ailleurs la commune fait partie de l'aire d'attraction de La Rochelle, dont elle est une commune de la couronne,. Cette aire, qui regroupe 72 communes, est catégorisée dans les aires de 200 000 à moins de 700 000 habitants,.

### Occupation des sols
L'occupation des sols de la commune, telle qu'elle ressort de la base de données européenne d’occupation biophysique des sols Corine Land Cover (CLC), est marquée par l'importance des territoires agricoles (84,9 % en 2018), en diminution par rapport à 1990 (87,3 %). La répartition détaillée en 2018 est la suivante : 
terres arables (73,2 %), zones urbanisées (11,4 %), zones agricoles hétérogènes (6,9 %), prairies (4,8 %), forêts (3,2 %), zones industrielles ou commerciales et réseaux de communication (0,4 %). L'évolution de l’occupation des sols de la commune et de ses infrastructures peut être observée sur les différentes représentations cartographiques du territoire : la carte de Cassini (XVIIIe siècle), la carte d'état-major (1820-1866) et les cartes ou photos aériennes de l'IGN pour la période actuelle (1950 à aujourd'hui).

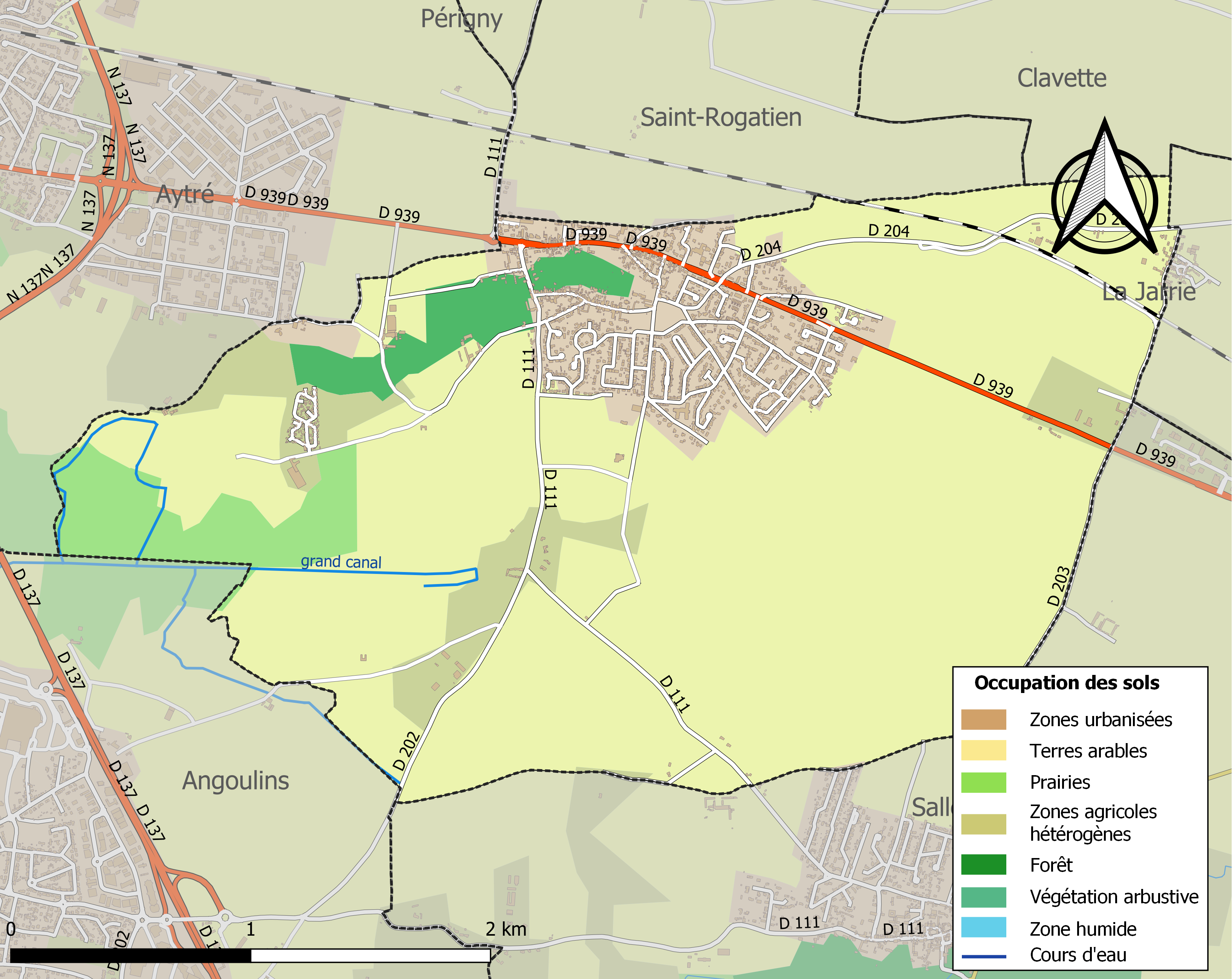
Carte des infrastructures et de l'occupation des sols de la commune en 2018 (CLC).

## Toponymie
Agerna serait la forme antique de son nom.
Le toponyme pourrait être apparenté au latin médiéval garrica, le masculin en ancien occitan est garric (« chêne kermès »), auquel correspond dans le domaine d'oil, jard ou jarrie (« chêne kermès »).
Cet ensemble serait dér. d'un type préroman carra- pour l'identification duquel les avis divergent :
1. selon certains, la base préromane est carra- (« pierre, caillou »), les sols pierreux donnant naissance à une végétation rabougrie et épineuse.
2. pour d'autres, la racine est karr- (« chêne ») d'où les dénominations de plantes épineuses, de landes.

## Administration
La commune de La Jarne est membre de la communauté d'agglomération de La Rochelle.

### Liste des maires

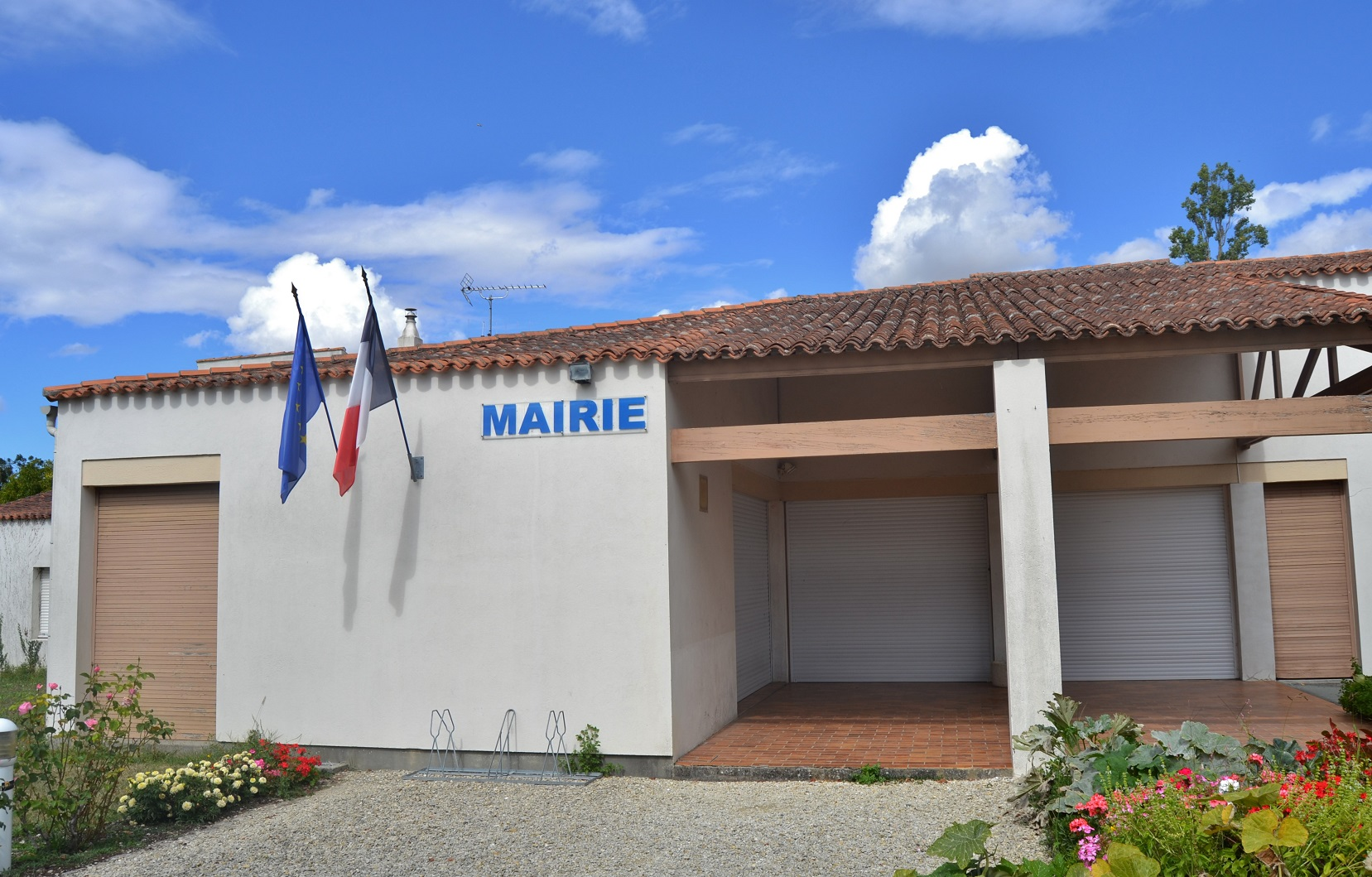
La mairie de La Jarne.

| Période                                  | Période  | Identité                         | Étiquette | Qualité         |
| ---------------------------------------- | -------- | -------------------------------- | --------- | --------------- |
| 1848                                     | 1869     | Adrien de Chérade de Montbron    |           | Comte           |
| 1869                                     | 1872     | Henry Alquier                    |           |                 |
| 1872                                     | 1884     | Henry Bastard                    |           |                 |
| 1884                                     | 1914     | Alexandre de Chérade de Montbron |           | Comte           |
| 1925                                     | 1930     | Maxime de Chérade de Montbron    |           | Comte           |
| 1930                                     | 1942     | Plissonneau                      |           | Médecin         |
| 1942                                     | 1947     | René Couprie                     |           |                 |
| 1947                                     | 1953     | Edouard Birier                   |           |                 |
| 1953                                     | 1965     | Roger François                   |           | Marchand de vin |
| 1965                                     | 1971     | Georges Baillargeon              |           | Agriculteur     |
| 1971                                     | 1977     | Pierre Leudière                  |           | PTT             |
| 1977                                     | 1990     | Jean Maillet                     | PS        | MGEN            |
| 1990                                     | 2014     | Guy Coursan                      | PS        | Professeur      |
| 2014                                     | En cours | Vincent Coppolani                | PS        | Professeur      |
| Les données manquantes sont à compléter. |          |                                  |           |                 |

### Région
À la suite de la mise en application de la réforme administrative de 2014 ramenant le nombre de régions de France métropolitaine de 22 à 13, la commune appartient depuis le 1er janvier 2016 à la région Nouvelle-Aquitaine, dont la capitale est Bordeaux. De 1972 au 31 décembre 2015, elle a appartenu à la région Poitou-Charentes, dont le chef-lieu était Poitiers.

## Population et société

### Démographie

#### Évolution démographique
L'évolution du nombre d'habitants est connue à travers les recensements de la population effectués dans la commune depuis 1793. Pour les communes de moins de 10 000 habitants, une enquête de recensement portant sur toute la population est réalisée tous les cinq ans, les populations de référence des années intermédiaires étant quant à elles estimées par interpolation ou extrapolation. Pour la commune, le premier recensement exhaustif entrant dans le cadre du nouveau dispositif a été réalisé en 2005.

En 2022, la commune comptait 2 591 habitants, en évolution de +4,77 % par rapport à 2016 (Charente-Maritime : +4,04 %, France hors Mayotte : +2,11 %).
| 1793 | 1800 | 1806 | 1821 | 1831 | 1836 | 1841 | 1846 | 1851 |
| ---- | ---- | ---- | ---- | ---- | ---- | ---- | ---- | ---- |
| 544  | 511  | 551  | 657  | 645  | 652  | 653  | 693  | 659  |

| 1856 | 1861 | 1866 | 1872 | 1876 | 1881 | 1886 | 1891 | 1896 |
| ---- | ---- | ---- | ---- | ---- | ---- | ---- | ---- | ---- |
| 697  | 656  | 646  | 592  | 564  | 594  | 523  | 523  | 499  |

| 1901 | 1906 | 1911 | 1921 | 1926 | 1931 | 1936 | 1946 | 1954 |
| ---- | ---- | ---- | ---- | ---- | ---- | ---- | ---- | ---- |
| 451  | 470  | 456  | 473  | 463  | 479  | 456  | 536  | 605  |

| 1962 | 1968 | 1975 | 1982  | 1990  | 1999  | 2005  | 2006  | 2010  |
| ---- | ---- | ---- | ----- | ----- | ----- | ----- | ----- | ----- |
| 579  | 679  | 973  | 1 557 | 1 633 | 2 054 | 2 236 | 2 218 | 2 418 |

| 2015  | 2020  | 2022  | - | - | - | - | - | - |
| ----- | ----- | ----- | - | - | - | - | - | - |
| 2 445 | 2 567 | 2 591 | - | - | - | - | - | - |

## Équipements et services

### Enseignement
La commune dispose d'un groupe scolaire rassemblant une école maternelle et une école primaire relevant de l'enseignement primaire public.

### Services de la santé
La Jarne, du fait de son développement péri-urbain et de sa proximité de l'agglomération de La Rochelle, a développé un certain nombre de services dans les secteurs médical, paramédical et médico-social qui en font une des communes péri-urbaines parmi les mieux équipées dans ce domaine en Charente-Maritime.
- Les services médicaux

La Jarne dispose d'un cabinet médical rassemblant trois médecins généralistes et d'un cabinet dentaire où exercent deux dentistes, tous situés dans le centre-bourg.
Si La Jarne dispose exceptionnellement dans son village médical de deux ophtalmologistes les habitants vont habituellement consulter les autres médecins spécialistes installés à La Rochelle.
La Jarne n'est pas équipée d'un centre de radiologie médicale ou IRM, la ville dépend de La Rochelle pour ce type de prestation.
Le centre hospitalier le plus proche est celui de  La Rochelle, situé à moins d'une dizaine de kilomètres à l'ouest, offrant une palette très étendue de soins, étant le plus grand hôpital du département de la Charente-Maritime.
- Les services paramédicaux

La Jarne est bien pourvue en services paramédicaux grâce à son village médical. Un cabinet paramédical y regroupe une kinésithérapeute, une psychologue, deux orthophoniste et un pédicure-podologue. La ville abrite également un centre en soins infirmiers et un autre cabinet de kinésithérapie. La Jarne ne dispose pas d'un laboratoire d'analyses médicales, les plus proches étant situés à Aytré et à La Rochelle.
À cela s'ajoutent une pharmacie et un opticien-lunettier, ce dernier exerçant ses services dans le village médical.
Pour les services d'urgence, La Jarne dépend du centre de secours principal de La Rochelle.
- Les services médico-sociaux

Une résidence privée pour l'accueil de personnes retraitées est implantée à La Jarne. La MDR Les Petites Vignes de La Jarne dispose également d'une unité spécifique pour les personnes atteintes de maladies dégénératives telles que la maladie d'Alzheimer y est en service. La maison de retraite a également le statut d'établissement d'hébergement pour personnes âgées dépendantes (EHPAD).

## Culture locale et patrimoine

### Lieux et monuments
- le château de Buzay (XVIIIe siècle), parfaitement conservé et toujours habité, et son parc, également classé monument historique ;
- l'église Notre-Dame (XIe et XVIIIe siècles), dont la façade romane est classée ;
- le dolmen dit de la Pierre Levée qui, après plusieurs déplacements (il était initialement situé entre La Jarne et Saint-Rogatien), peut être admiré sur la place de la Liberté.

Plusieurs belles demeures méritent le détour, telle la maison dite "le Bois Not", rue de Châtelaillon.
L'ancienne ferme Saint-Mathurin abrite aujourd'hui un club hippique réputé dans toute l'agglomération rochelaise, tout comme l'ancienne ferme de Pique-Fesse est devenue un country-club.

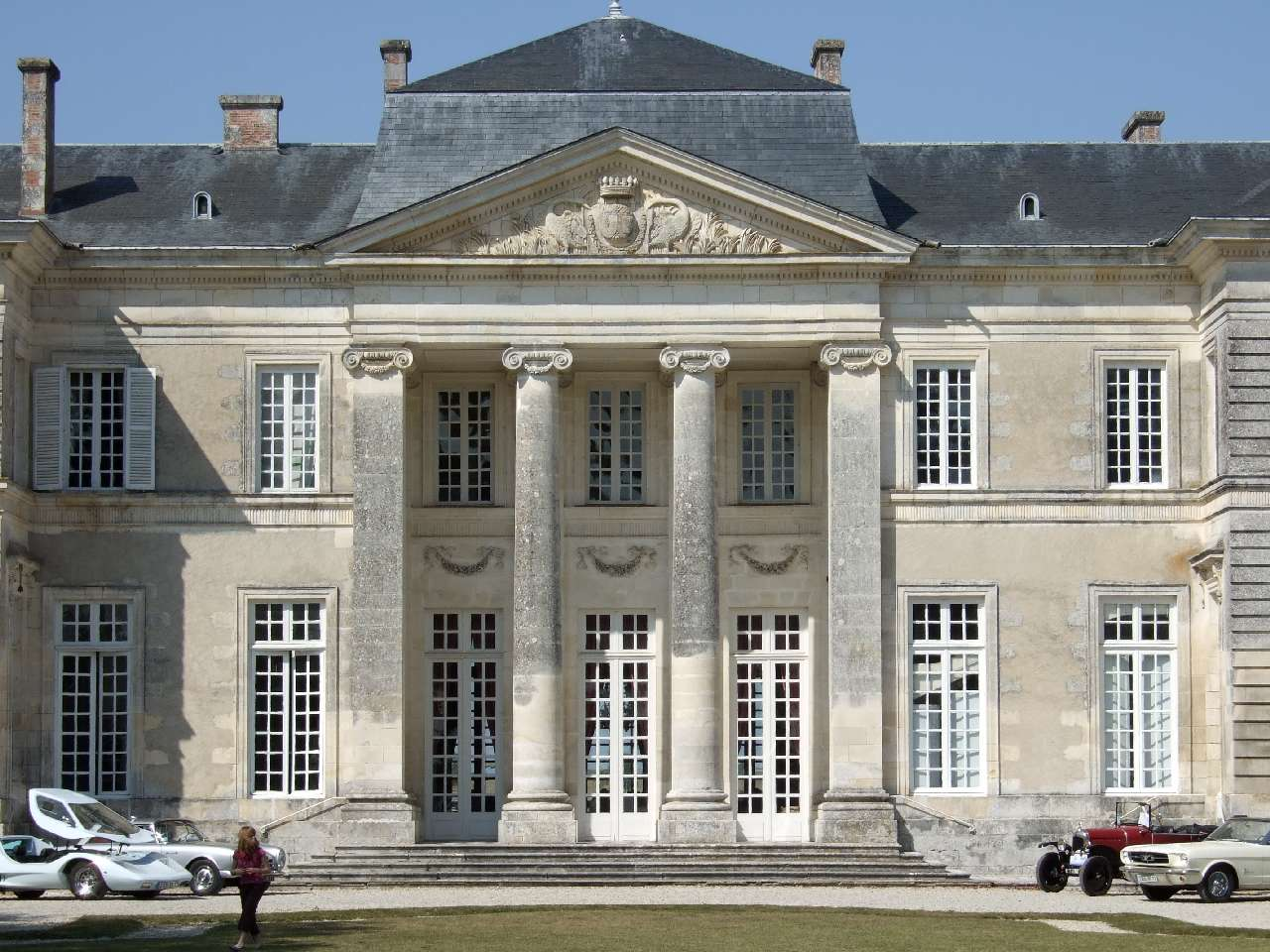
Le château de Buzay.
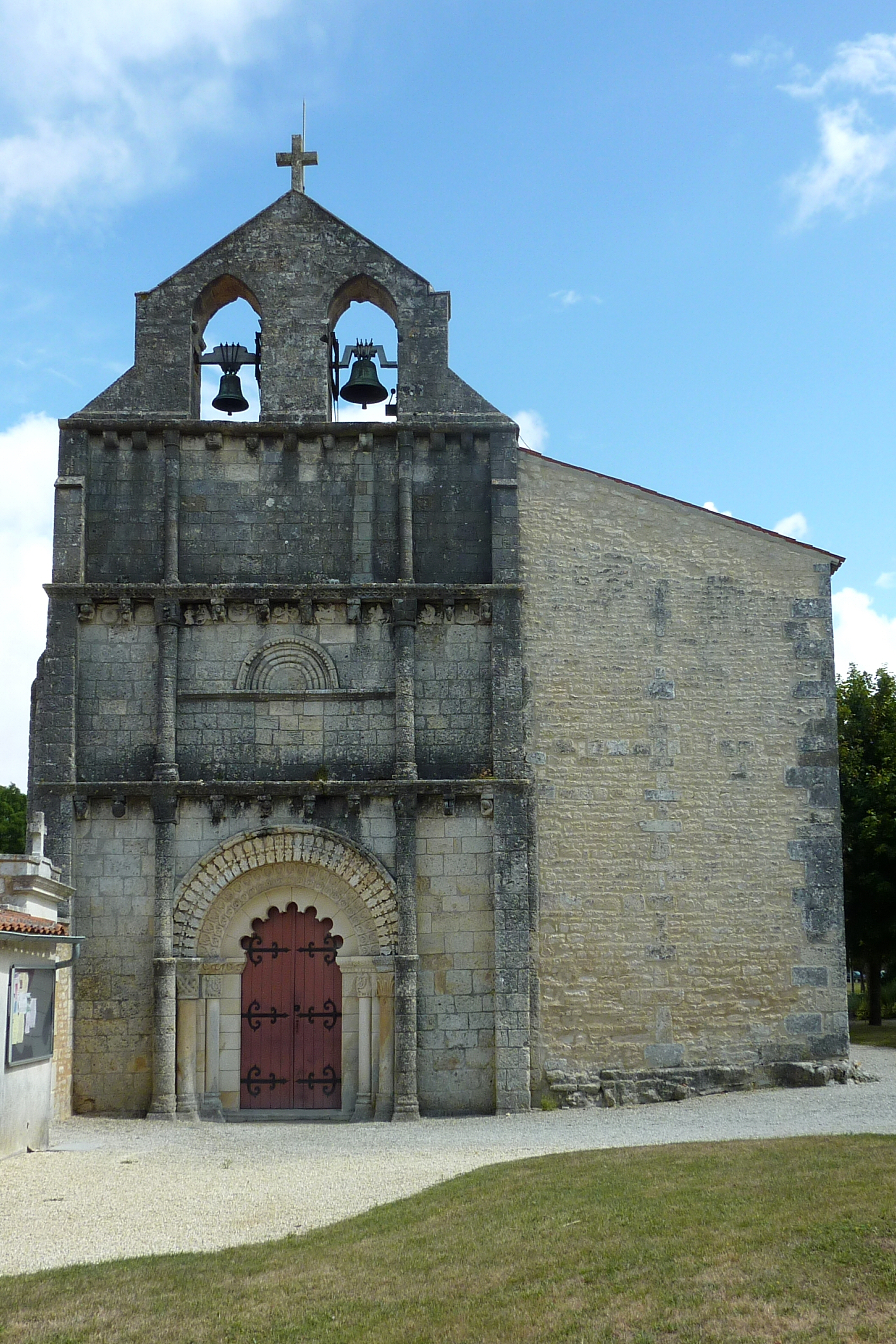
Eglise Notre-Dame.
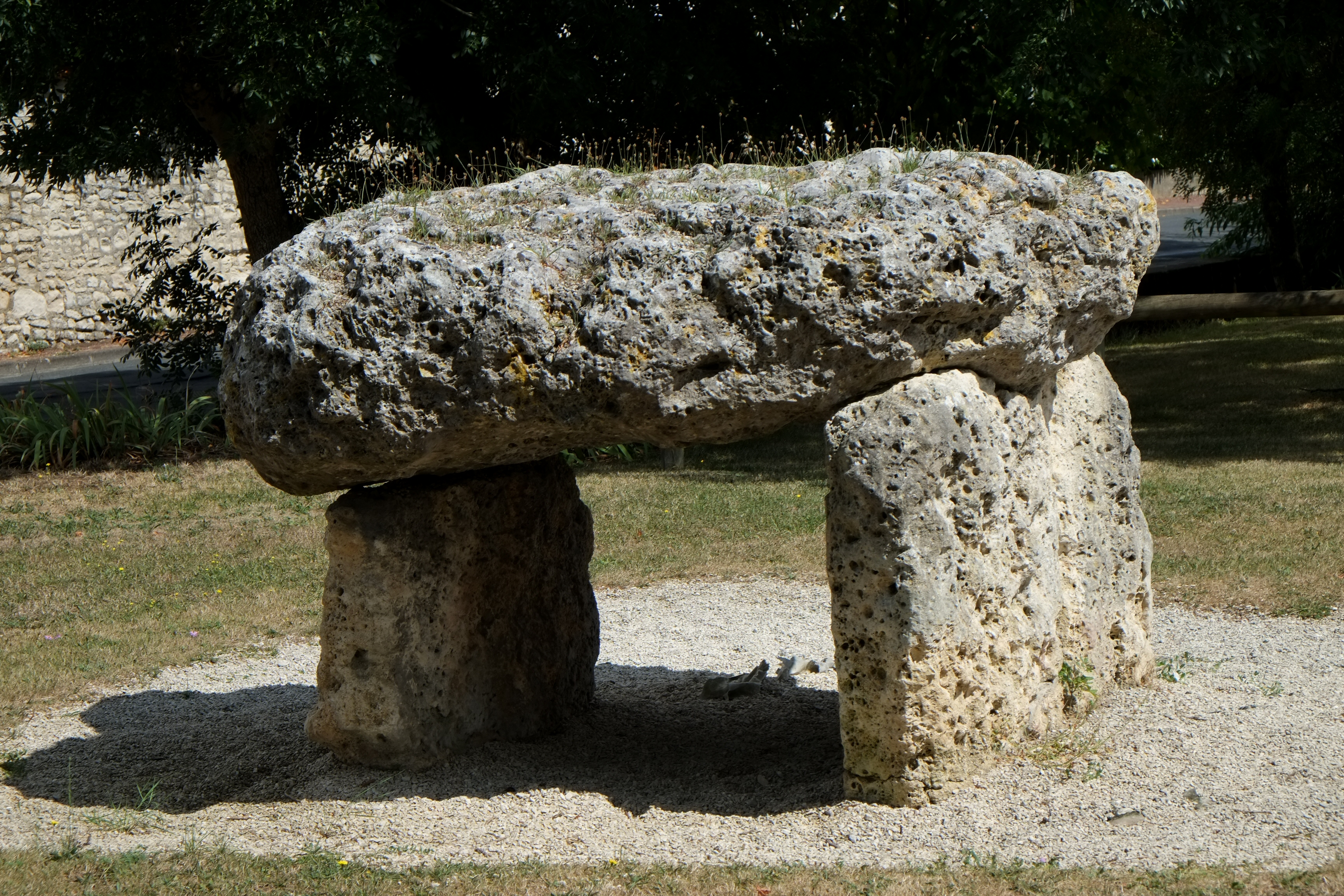
Dolmen de la Pierre Levée.

### Personnalités liées à la commune
- Jean Guiton, héroïque maire de La Rochelle durant le siège de la ville par Richelieu (1628), est venu s'éteindre dans son domaine de Repose-Pucelle, aujourd'hui disparu mais situé sur l'actuel territoire de la commune. Une rue de La Jarne porte son nom ;